# Sincerity Ace
El Sincerity Ace va ser vaixell de càrrega que transportava 3.804 cotxes nous de l'empresa automobilística Nissan des de la terminal de Yokohama cap a Honolulu, Mèxic, Puerto Rico, Florida, Virgínia i Maryland, abans d'incendiar-se a l'oceà Pacífic a més de 3.000 quilòmetres al nord-oest d'Oahu la vigília de cap d'any del 2018, cremant a la deriva durant dies. Setze persones dels vint-i-u membres de la tripulació van poder ser rescatats sans i estalvis.